# Oral Fixation Vol. 2
Oral Fixation Vol. 2 – siódmy album studyjny Shakiry wydany w 2005 roku. Album wykonany jest w języku angielskim. Promują ją piosenki Don't Bother i Hips Don't Lie. Jest to drugi album Shakiry wydany w 2005 roku, jest on kontynuacją (drugim tomem) poprzedniego albumu Fijación Oral Vol. 1.

## Lista utworów
1. How Do You Do
2. Illegal
3. Hips Don't Lie
4. Animal City
5. Don't Bother
6. The Day and the Time
7. Dreams for Plans
8. Hey You
9. Your Embrace
10. Costume Makes the Clown
11. Something
12. Timor